# Stazione di Vinnycja
La stazione di Vinnycja è lo scalo ferroviario di Vinnycja nella omonima Oblast' in Ucraina e risale alla seconda metà del XIX secolo. 

## Storia

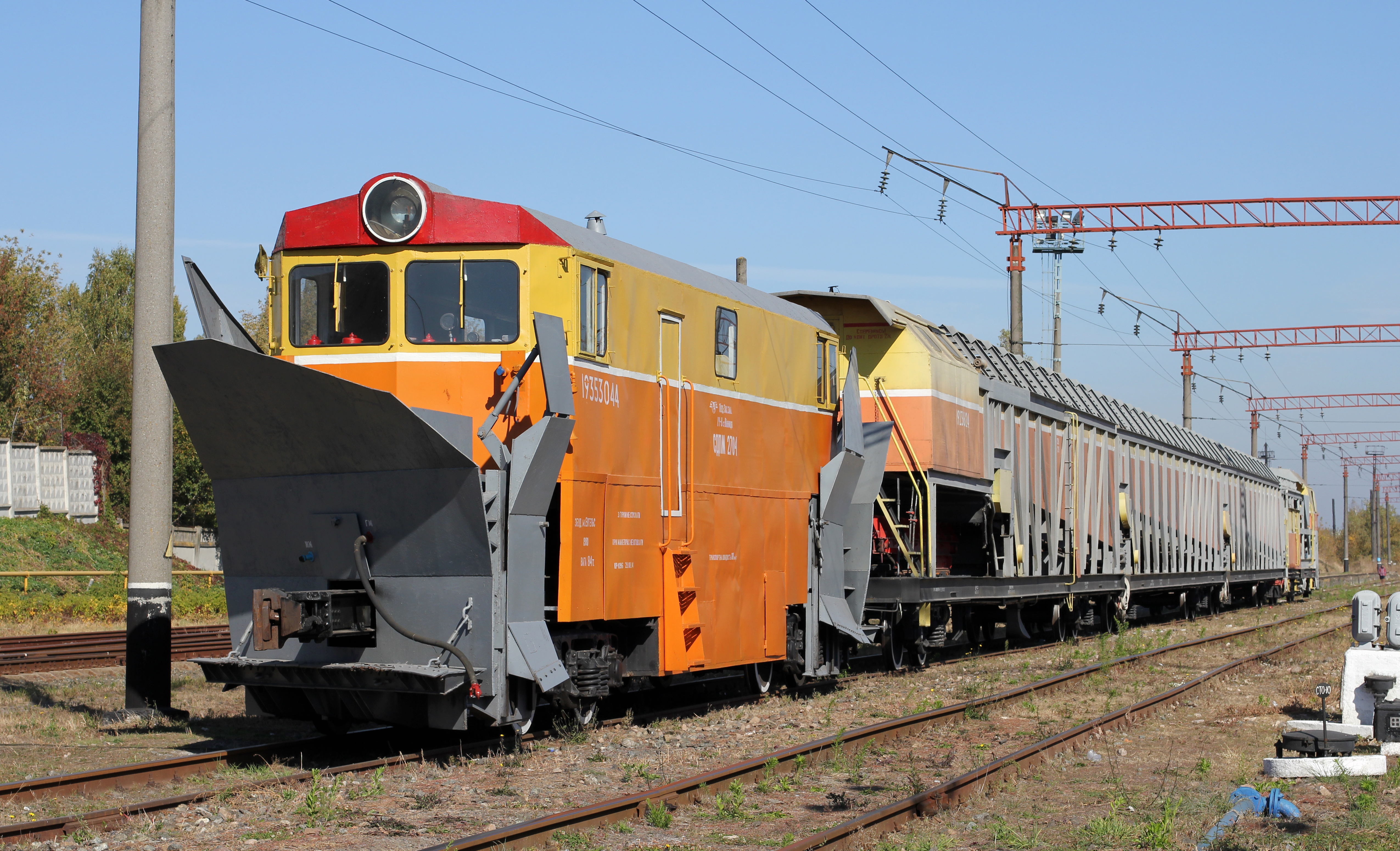
Locomotore attrezzato con pala spazzaneve

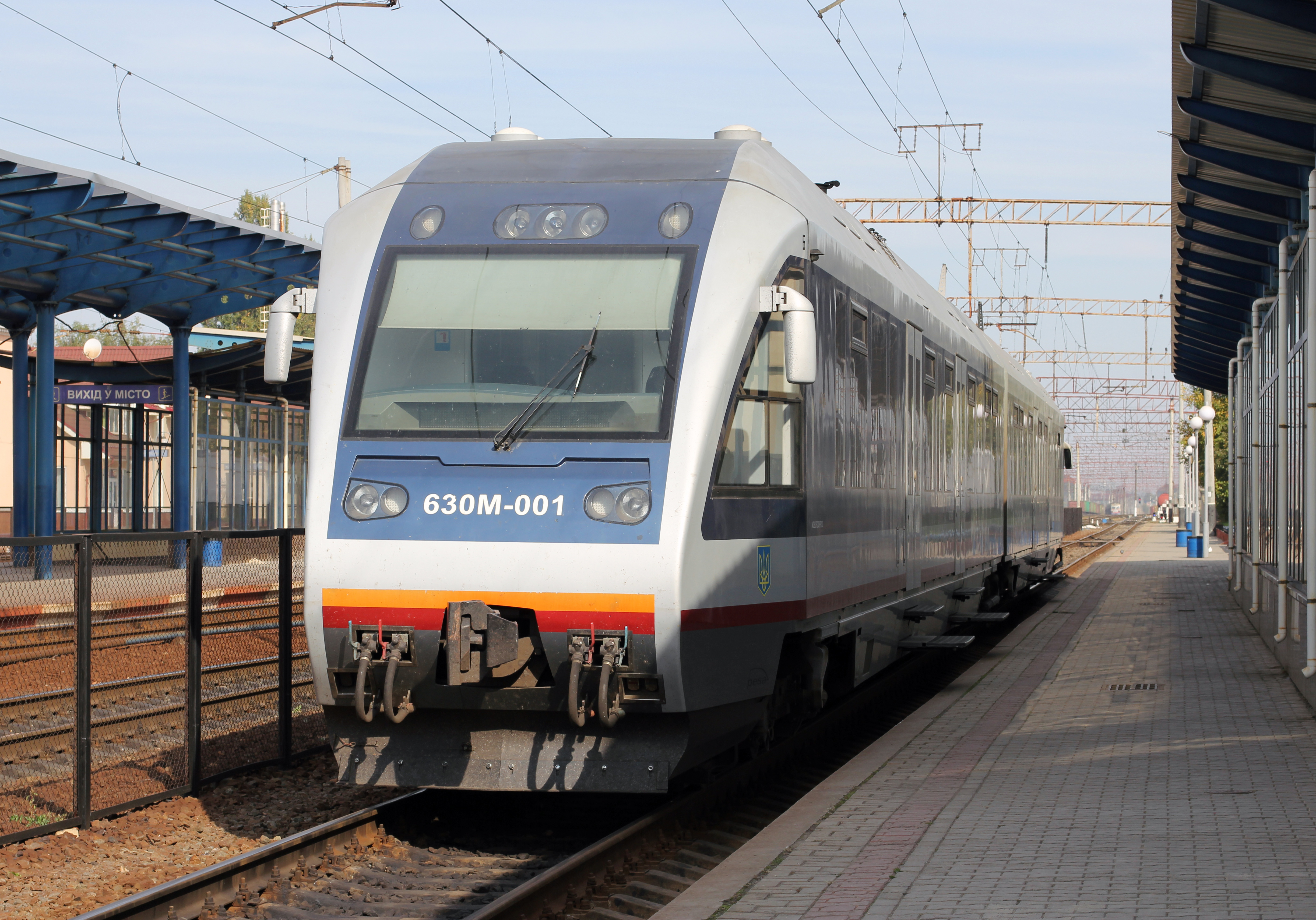
Moderno locomotore Pesa 630M-001 nella stazione

sala attesa

La stazione fu inaugurata nel 1870 sulla linea Kiev - Žmerynka - Podil's'k in un periodo nel quale i trasporti su rotaia diretti anche verso Odessa, Mosca e San Pietroburgo venivano notevolmente incrementati. Il primo edificio fu in legno e la costruzione della stazione in muratura fu realizzata solo alla fine del XIX secolo. Dal piazzale della stazione partì anche la prima linea del tram cittadino. La stazione venne ristrutturata presumibilmente attorno al 1939 ma durante la seconda guerra mondiale (dai russi definita Grande Guerra Patriottica) venne fatta saltare in aria dalle truppe tedesche della Wehrmacht. L'edificio recente venne costruito all'inizio della seconda metà del XX secolo. Nel 2018 è stata una delle stazioni con maggior traffico in Ucraina.

## Strutture e servizi
La stazione, che è gestita dalla società pubblica Ukrzaliznycja, opera 24 ore su 24, con convogli merci e treni passeggeri a lunga percorrenza, treni extraurbani e regionali. Offre i normali servizi di assistenza viaggiatori e inerenti ai documenti di trasporto a lunga distanza, al deposito e altri servizi. Data la sua importanza mantiene collegamenti con le principali città ucraine e dei paesi europei vicini. Accanto alla stazione, nella piazza antistante, vi sono le fermate dei mezzi pubblici urbani.